# 安屯镇
安屯镇，是中华人民共和国辽宁省锦州市凌海市下辖的一个乡镇级行政单位。

## 行政区划
安屯镇下辖以下地区：
龙王村、张家村、安屯村、巧女村和小郑屯村。